# Jacob Quensel (präst)
Jacob Quensel, född den 12 januari 1724 i Lund, död den 9 februari 1802 i Ausås socken, Kristianstads län, var en svensk präst. Han var son till Conrad Quensel och far till Conrad, Isak Johan och Eberhard Quensel.
Quensel blev student vid Lunds universitet 1731. Han var vid sidan av studierna från 1743 under en period informator i Karlskrona. Quensel promoverades 1748 till filosofie magister på en avhandling i astronomi. Han anställdes av ärkebiskop Henric Benzelius som sekreterare och bibliotekarie. Efter att 1753 ha utnämnts till konrektor vid Malmö skola blev Quensel tre år senare rektor där. I Malmö blev han indragen i den herrnhutiska kretsen. Quensel prästvigdes 1763 och blev 1766 (med tillträde 1767) kyrkoherde i Ausås och Strövelstorps församlingar. Där uppförde han 1774 efter en brand en prästgård som ännu står kvar. Quensel blev kontraktsprost i Södra Åsbo 1780, en syssla från vilken han åtnjöt tjänstledighet från 1797.